# Baby Daddy
Baby Daddy foi uma série de televisão norte-americana transmitida pela ABC Family, que estreou em 20 de junho de 2012. O programa foi inspirado em um filme de Bollywood, Heyy Babyy, lançado em 2007 com o mesmo enredo e no filme en:Three Men and a Baby. Seis temporadas foram produzidas no total, com o 100º e o último episódio sendo exibido em 22 de maio de 2017.
No Brasil a série estreou em 8 de setembro de 2014 no canal a cabo Sony Channel. A dublagem foi realizada pelo Estúdio Centauro.
Em Portugal, a série começou a ser transmitida pela AXN White em 2013, com o nome de "Pai de Surpresa". Em 2022 a série voltou a ser exibida, agora no canal por cabo Fox Comedy (Portugal).
A série já foi exibida pela TV Globo (parabólica) na faixa do Praça TV 1ª Edição.

## Sinopse
A vida do jovem Ben Wheeler vira do avesso quando sua ex-namorada abandona sua filha, que ele nem sabia que existia, em sua porta. Ben decide criar a bebê com a ajuda de seu irmão, Danny, sua mãe Bonnie, e seus dois melhores amigos, Tucker e Riley.

## Elenco
- Jean-Luc Bilodeau como Benjamin Bon Jovi "Ben" Wheeler
- Tahj Mowry como Tucker Thurgood Marshall Dobbs
- Derek Theler como Daniel Mellencamp "Danny" Wheeler
- Melissa Peterman como Bonnie N. Wheeler
- Chelsea Kane como Riley Perrin

## Exibição
| Temporada | Temporada | Nº de Episódios | Originalmente Exibido  | Originalmente Exibido  |
| Temporada | Temporada | Nº de Episódios | Início                 | Término                |
| --------- | --------- | --------------- | ---------------------- | ---------------------- |
|           | 1         | 10              | 20 de Junho de 2012    | 29 de Agosto de 2012   |
|           | 2         | 16              | 29 de Maio de 2013     | 11 de Dezembro de 2013 |
|           | 3         | 21              | 15 de Janeiro de 2014  | 18 de Junho de 2014    |
|           | 4         | 22              | 22 de Outubro de 2014  | 5 de Agosto de 2015    |
|           | 5         | 20              | 3 de Fevereiro de 2016 | 3 de Agosto de 2016    |
|           | 6         | 11              | 13 de Março de 2017    | 22 de Maio de 2017     |

## Prêmios e Indicações
| Ano  | Premiação                  | Categoria                   | Indicado                    | Resultado |
| ---- | -------------------------- | --------------------------- | --------------------------- | --------- |
| 2012 | Teen Choice Awards         | Summer TV Star: Male        | Jean-Luc Bilodeau           | Indicado  |
| 2012 | Teen Choice Awards         | Summer TV Star: Female      | Chelsea Kane                | Indicado  |
| 2013 | Teen Choice Awards         | Breakout Show               | Baby Daddy                  | Indicado  |
| 2013 | Teen Choice Awards         | Breakout Star               | Derek Theler                | Indicado  |
| 2013 | Teen Choice Awards         | Scene Stealer: Male         | Tahj Mowry                  | Indicado  |
| 2013 | Teen Choice Awards         | Summer TV Star: Male        | Jean-Luc Bilodeau           | Indicado  |
| 2013 | Teen Choice Awards         | Summer TV Star: Female      | Chelsea Kane                | Indicado  |
| 2014 | Teen Choice Awards         | Summer Show                 | Baby Daddy                  | Indicado  |
| 2014 | Teen Choice Awards         | Scene Stealer: Male         | Tahj Mowry                  | Indicado  |
| 2014 | Teen Choice Awards         | Summer TV Star: Male        | Jean-Luc Bilodeau           | Indicado  |
| 2015 | People's Choice Awards     | Favourite Cable TV Comedy   | Baby Daddy                  | Indicado  |
| 2015 | Teen Choice Awards         | Choice Summer TV Series     | Baby Daddy                  | Indicado  |
| 2016 | People's Choice Awards     | Favourite Cable TV Comedy   | Baby Daddy                  | Indicado  |
| 2016 | Teen Choice Awards         | Choice TV: Scene Stealer    | Tahj Mowry                  | Indicado  |
| 2016 | Teen Choice Awards         | Choice TV: Liplock          | Chelsea Kane & Derek Theler | Indicado  |
| 2016 | Teen Choice Awards         | Choice Summer TV Show       | Baby Daddy                  | Indicado  |
| 2016 | Teen Choice Awards         | Choice Summer TV Star: Male | Jean-Luc Bilodeau           | Indicado  |
| 2017 | People's Choice Awards     | Favorite Cable TV Comedy    | Baby Daddy                  | Venceu    |
| 2017 | Art Directors Guild Awards | Multi-Camera Series         | Greg Grande                 | Indicado  |